# Leben und Ansichten von Tristram Shandy, Gentleman

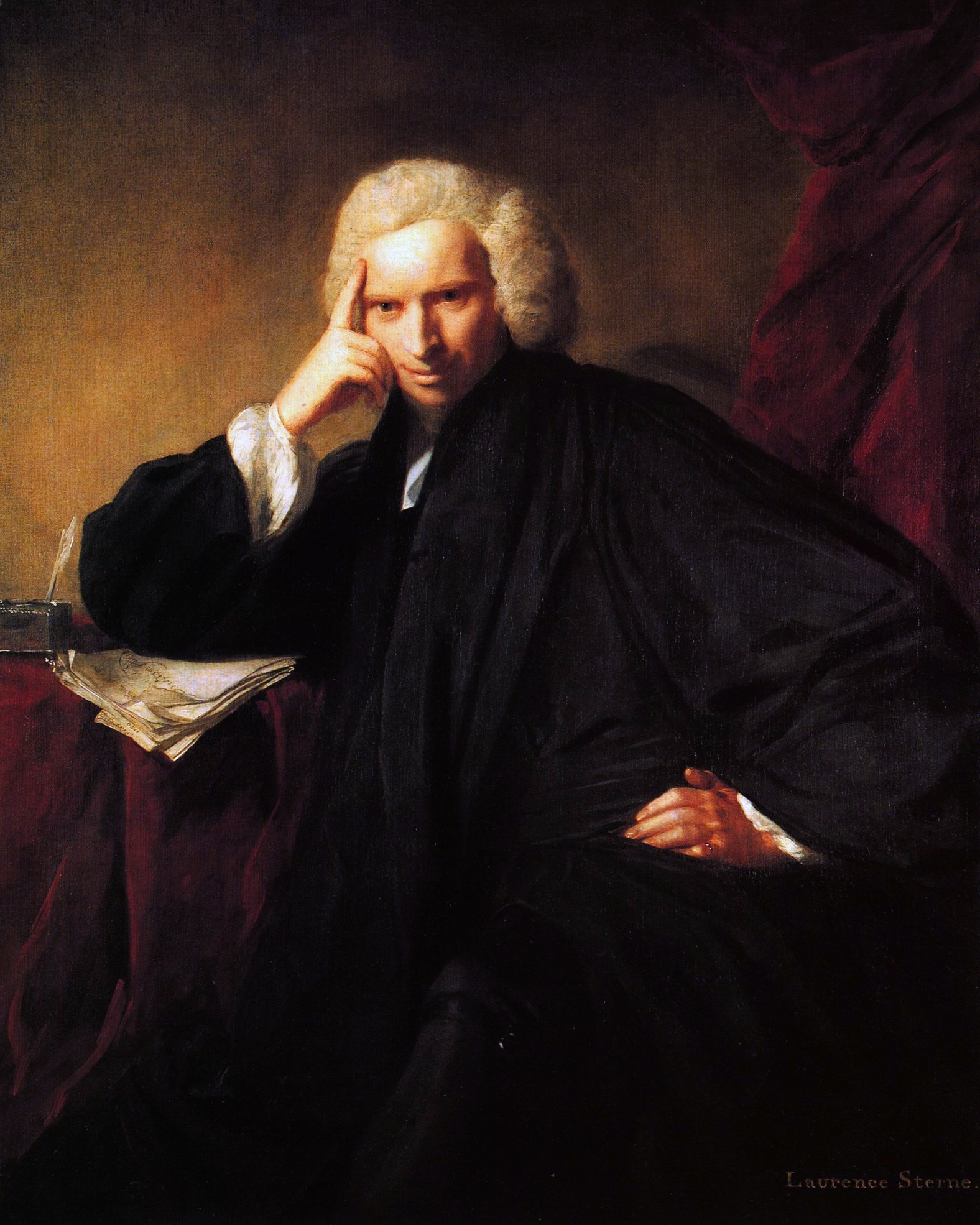
Laurence Sterne, Gemälde von Joshua Reynolds (1760)

Leben und Ansichten von Tristram Shandy, Gentleman (englisch The Life and Opinions of Tristram Shandy, Gentleman; kurz Tristram Shandy) ist ein zwischen 1759 und 1767 erschienener Roman des englischen Schriftstellers Laurence Sterne (1713–1768).

## Geschichte
Sterne hatte lange als Landpfarrer in Yorkshire gearbeitet, ohne literarisch tätig zu sein. Er verfasste den Roman gegen Ende seines Lebens, zwischen 1759 und 1766. Tristram Shandy erschien in neun Bänden, die nacheinander veröffentlicht wurden. Die ersten zwei Bände verlegte Sterne selbst. Nach deren Erfolg übernahm der Londoner Verlag Dodsley die Herausgabe der nächsten zwei Bände. Die übrigen Bände wurden von Becket & Dehont in London veröffentlicht. Die erste deutsche Übersetzung erschien bereits 1769.

## Aufbau und Gestaltung

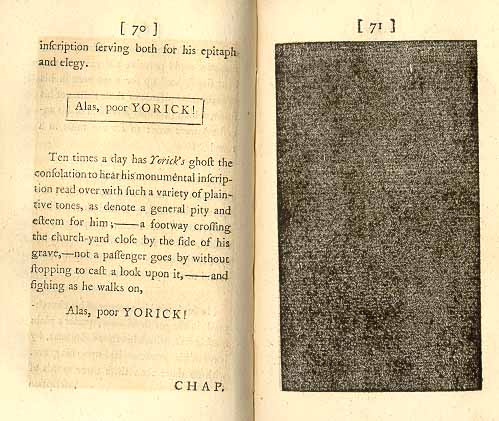
Der Satz „Alas, poor YORICK!“ ist mit einem Trauerrand umfasst, die gegenüberliegende Seite ist schwarz (1759)

Der Roman besteht aus neun Bänden mit jeweils rund 40 Kapiteln. Einige der Kapitel enthalten Unterkapitel mit eigenen Überschriften, während andere Kapitel bewusst ausgelassen sind oder nur aus einer Zeile bestehen. Einige Kapitel sind rund 25 Seiten lang. Im neunten Band werden das 18. und 19. Kapitel zunächst ausgelassen und dann nach dem 25. Kapitel eingefügt. Die Typografie zeichnet sich durch Besonderheiten wie geschwärzte Seiten, eingefügte krakelige Linien und Auslassungen in Form von langen Sternchenreihen aus. Buchgestalterisch besteht die Besonderheit, dass auf Anweisung Sternes mittels im Text gesetzter „Anweisungen an den Buchbinder“ einzelne Seiten mit marmorierten Buntpapieren beklebt werden mussten, sodass jedes Exemplar der Drucke unikale Bestandteile enthält.

## Inhalt und Stil
Das Buch handelt nur in geringem Maß von der Person des Ich-Erzählers Tristram Shandy, dessen Geburt erst am Ende des 3. Bandes beschrieben wird. Hauptpersonen sind vielmehr sein Vater Walter Shandy und sein Onkel Toby. Weitere häufig auftretende Personen sind der Korporal Trim, der Pastor Yorick und der Arzt Slop. Der Roman spielt zwischen den Jahren 1689 (dem Eintritt Trims in die Armee) und 1766 (der Gegenwart beim Schreiben des neunten Bandes).
Beide Shandy-Brüder, Walter und Toby, zeichnen sich durch stereotype Verhaltensmuster aus. Der Landwirt und frühere Kaufmann Walter Shandy nimmt die Wechselfälle des Lebens philosophisch. Als sein älterer Sohn stirbt, trauert er nicht, sondern ergeht sich in philosophischen Betrachtungen. Auch die Ereignisse um Tristrams Geburt und Kindheit – die bei der Geburt eingedrückte Nase, die missglückte Namensgebung und die unbeabsichtigte Beschneidung – sind Anlass für ausführliche Erörterungen. „Er hat für nichts eine praktische Lösung, aber für alles eine Hypothese parat“. Unter anderem verfasste er die nach Tristram benannte Enzyklopädie Tristrapaedia, die aber unvollendet blieb. Toby Shandy, genannt „Onkel Toby“, ist ein ehemaliger Offizier, der im Schambereich verwundet wurde – bei der Belagerung von Namur (1695) – und aus dem Dienst ausscheiden musste. Sein Denken ist den Kriegserlebnissen verhaftet. Mit seinem treuen Begleiter Trim, ebenfalls ein Kriegsveteran, baut er Festungsanlagen nach und spielt vergangene und aktuelle Kriegsgeschehnisse nach. Mit seiner einfältigen, aber herzlichen Denkungsart unterscheidet sich Onkel Toby von seinem Bruder. Beide geben aber Anlass zu zahlreichen Anzüglichkeiten im Text.
Zwei Erzählsequenzen stehen neben vielen anderen Themen: die Geschehnisse rund um Tristrams Geburt sowie das hölzerne Steckenpferd Onkel Tobys und sein Werben um die Witwe Wadman. Der siebte Band steht außerhalb der übrigen Handlung und behandelt eine Reise Tristrams nach Frankreich und Italien.
Schon der Titel ist als Parodie lesbar, nämlich auf das Werk über Leben und Lehren berühmter Philosophen des griechischen Schriftstellers Diogenes Laertios. Verzichtet wird im Roman sowohl auf die chronologische Szenenfolge, die zu dieser Zeit weitgehend üblich war, als auch auf eine stringente Handlungsführung. Stattdessen werden abschweifende Assoziationen verfolgt und zugelassen und somit formale Innovationen der Avantgarde des 20. Jahrhunderts wie etwa der Bewusstseinsstrom vorweggenommen. In einer Umbruchszeit der Schriftstellerei, die mit der Industrialisierung und der Auflösung der poetischen Maßstäbe der französischen Klassik einhergeht, erscheint der Roman als Satire auf neue, sich erst entwickelnde Genres wie den Entwicklungsroman und die Autobiografie.
Der Roman arbeitet mit der Verschränkung unterschiedlicher Zeitebenen. So wird im 21. Kapitel des ersten Bandes ein Satz von Onkel Toby begonnen, der erst im sechsten Kapitel des zweiten Bandes fortgesetzt wird. Ein wesentlicher Teil der erzählten Zeit spielt vor der Geburt Tristrams und behandelt etwa die Problematik der Taufe des Kindes im Mutterleib (bei schwierigen und gefährlichen Geburten), die Auswirkung von Namen auf das Leben ihres Trägers und die geburtshelferischen Fähigkeiten der Hebamme und des Arztes. Ein weiterer Teil behandelt ein Steckenpferd des Vaters, die Nasenforschung, sowie die Notwendigkeit von Hobbys überhaupt. Der neunte Band des Romans spielt zeitlich vor dem ersten Band.

“… the machinery of my work is of a species by itself; two contrary motions are introduced into it, and reconcile, which were thought to be at variance with each other. In a word, my work is digressive and it is progressive, too,– and at the same time.”

„[Dieser Kunstgriff] macht die Maschinerie meines Werkes zu einer ganz eigentümlichen; sie erhält dadurch zwei entgegengesetzte Bewegungen, die sich doch wieder vereinigen, während man hätte glauben sollen, daß sie einander stören würden. Mit einem Wort, mein Werk schweift ab und kommt doch vorwärts – und zwar zu gleicher Zeit.“

Der Roman reflektiert sowohl seine eigene Wirkung auf den Leser als auch die Schreibmotivation und die Situation des Schreibenden. Darin ist er zugleich ein Vorreiter der später von August Wilhelm Schlegel als romantische Ironie bezeichneten Schreibweise. In seinem Werk Die Romantische Schule (geschrieben 1832/33) hebt auch Heinrich Heine diesen Roman als brillant und innovativ hervor.
Joaquim Maria Machado de Assis verwendet in seinen fiktiven Memoiren des Bras Cubas (1880) ähnliche Stilmittel wie Sterne im Tristram Shandy, was von der Bewunderung für dieses Werk außerhalb Englands zeugt – und zwar zu einer Zeit, als es dort durch die Brille einer viktorianischen Moral betrachtet als unanständig galt. Für die Literaturtheorie von Wiktor Schklowski und die russischen Formalisten wurde es ebenso bedeutend wie als Vorlage zahlreicher anderer Bouffonnerien.
So gilt Tristram Shandy als Vorläufer der sogenannten experimentellen Literatur, in der das, was erzählt wird, mit der Art und Weise, wie erzählt wird, gleichberechtigt ist.

## Illustrationen zum Roman von Henry William Bunbury (London, 1773)

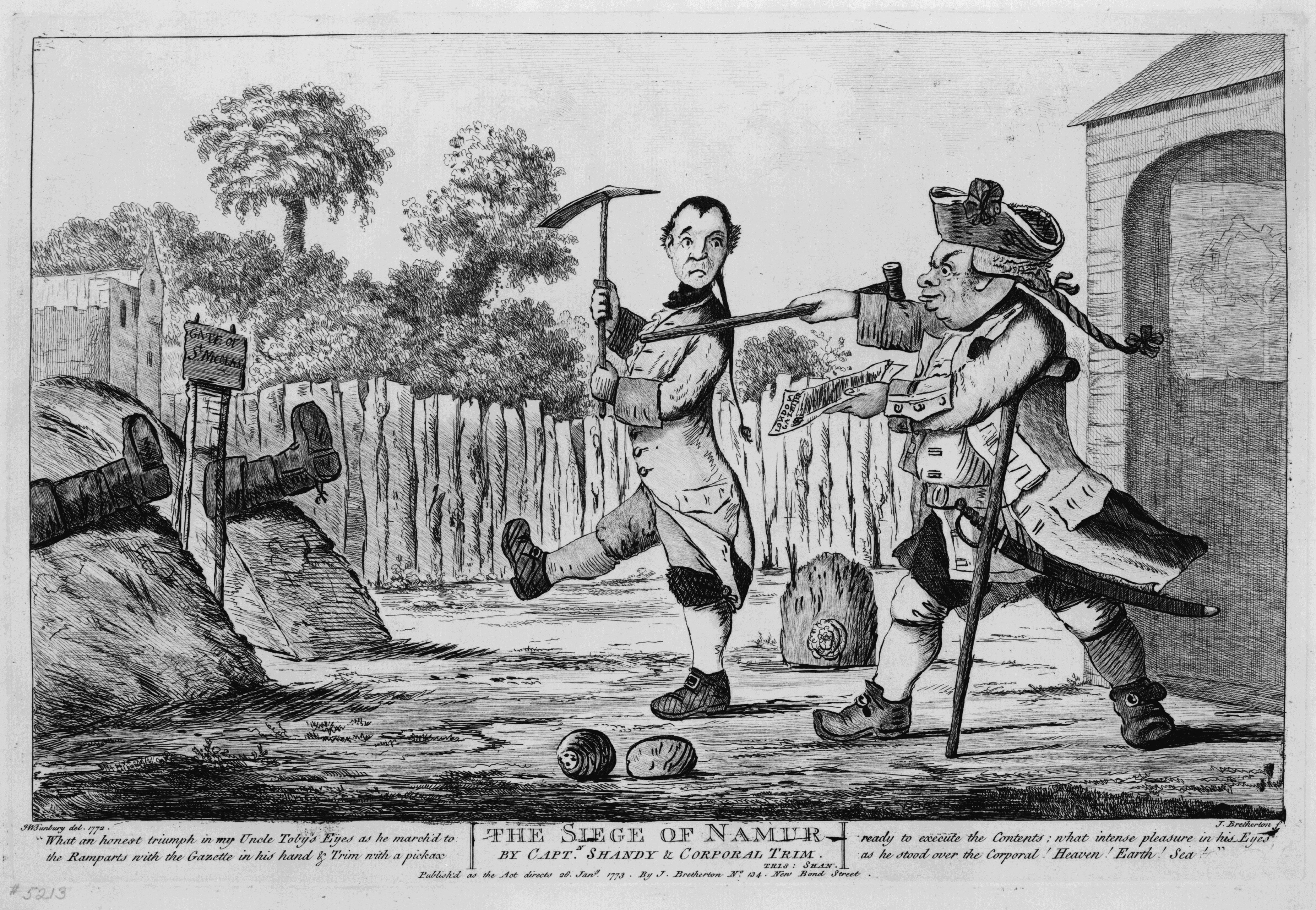
The Siege of Namur by Captain Shandy and Corporal Trim
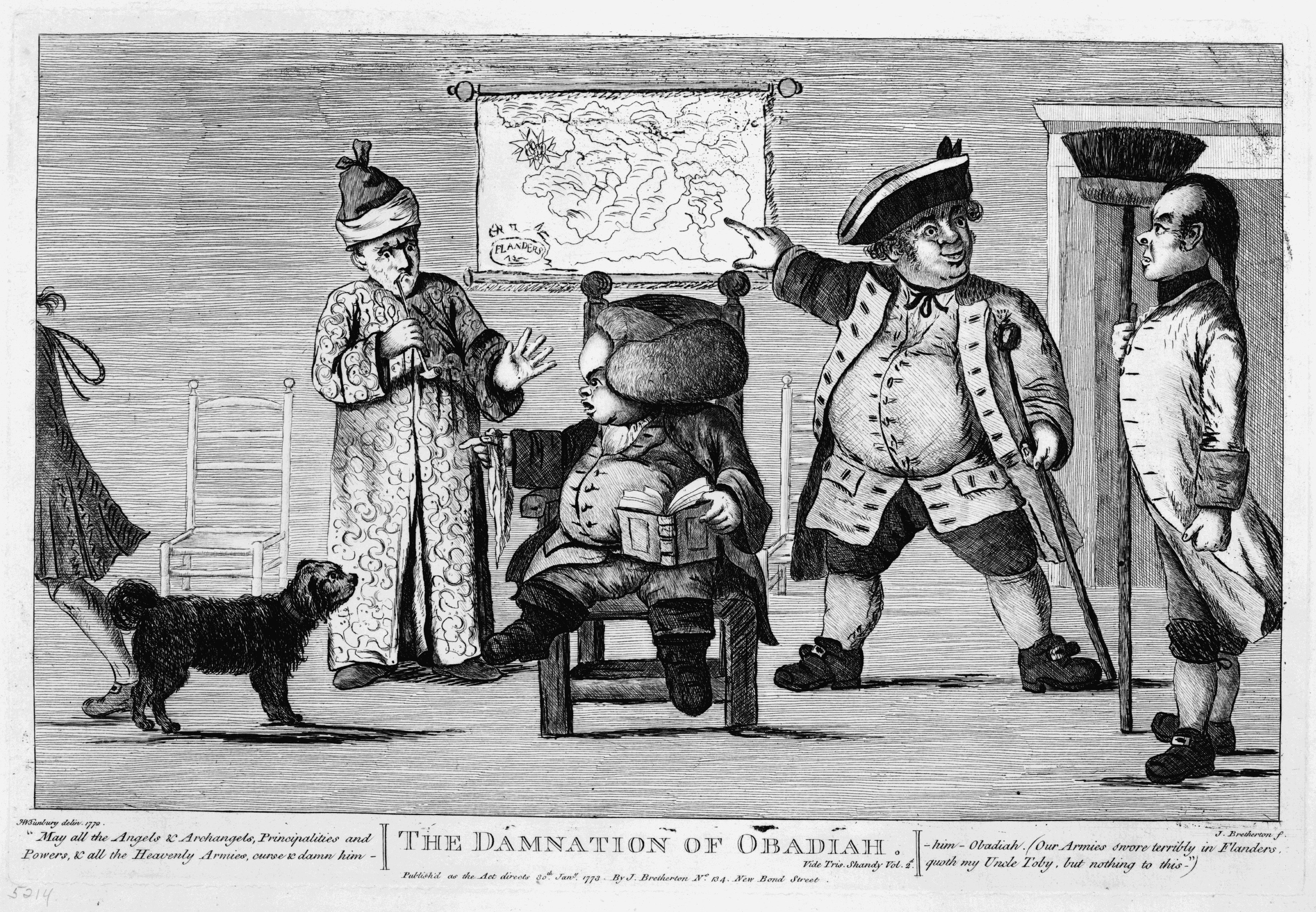
The Damnation of Obadiah
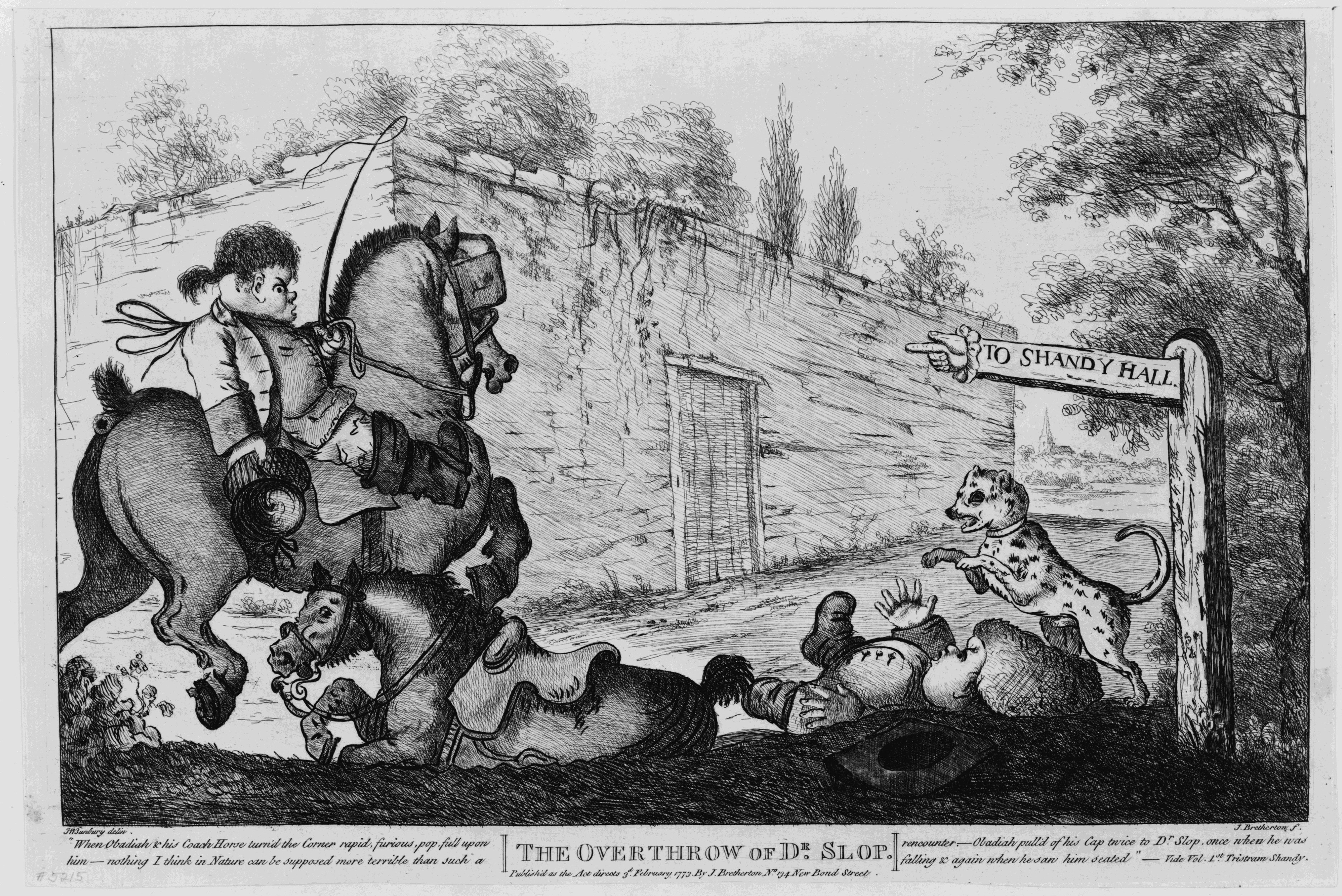
The Overthrow of Dr Slop
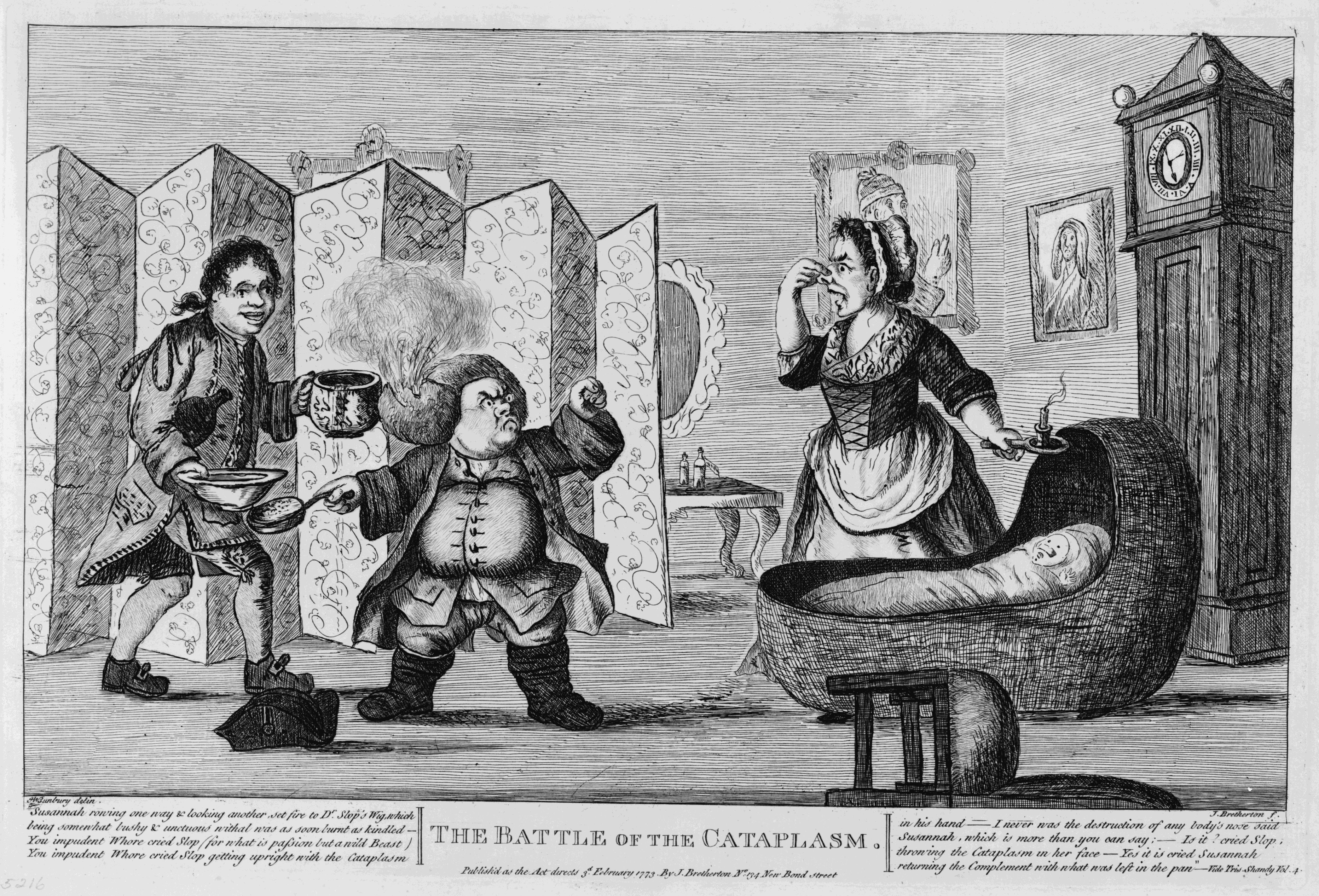
The Battle of the Cataplasm

## Rezeption
- „Gern hätte ich Sterne fünf Jahre meines Lebens abgetreten, […] und hätt ich auch gewiß gewußt, daß mein ganzer Überrest nur acht oder zehn betrüge, mit der Bedingung, daß er hätte schreiben müssen, gleich was, Leben und Ansichten, oder Predigten oder Reisen.“ (Gotthold Ephraim Lessing)[5]
- „Wo ist der Mann von Verstand und Geschmack […] [,] der nicht lieber alle seine übrigen Bücher und seinen Mantel und Kragen im Notfall dazu, verkaufen wollte, um dies in seiner Art einzige, dies mit allen seines Verfassers Wunderlichkeiten und Unarten dennoch unschätzbare Buch […] anzuschaffen.“ (Christoph Martin Wieland)
- „Yorik-Sterne war der schönste Geist, der je gewirkt hat: wer ihn liest, fühlt sich sogleich frei und schön, sein Humor ist unnachahmlich, und nicht jeder Humor befreit die Seele.“ (Johann Wolfgang Goethe)[6] Goethe erwähnte Sterne in seinem Roman Wilhelm Meisters Lehrjahre.
- Der Anstoß zur Rahmenhandlung von Diderots Roman Jacques der Fatalist und sein Herr kommt aus dem 22. Kapitel in Buch 8 des Tristram Shandy, aus dem Diderot ganze Passagen wörtlich übernommen hat.
- „Der freieste Schriftsteller aller Zeiten.“ (Friedrich Nietzsche)[7]
- „Humoristische Großartigkeit“ (Thomas Mann)[8]
- „Auch heute noch, nachdem er sich 200 Jahre in der Lesewelt befindet, gilt von Laurence Sternes ‚The Life and Opinions of Tristram Shandy, Gentleman‘ das Urteil, daß es zu den 10 größten Büchern gehöre, die bisher in englischer Sprache geschrieben worden sind.“ (Arno Schmidt)[9]
- Alban Nikolai Herbst lässt den Hauptteil seines Romans Wolpertinger oder Das Blau, die Scherzo / Die Fahrt genannte "Erste Abteilung", mit folgendem (im Buchtext nicht ausgewiesenem) Zitat aus dem Tristram Shandy beginnen: – Mein guter Freund, sagte ich – so gewiß ich ich bin und Sie Sie sind – Und wer sind Sie? fragte er. – Bringen Sie mich nicht durcheinander, sagte ich.[10]
- Tristram Shandy wurde in die ZEIT-Bibliothek der 100 Bücher aufgenommen. Den Essay über den Roman verfasste Rudolf Walter Leonhardt.
- Robert K. Merton nannte in Anlehnung an diesen Roman sein Werk On the Shoulders of Giants im Untertitel A Shandean Postscript.

## Verfilmung
- A Cock and Bull Story. Vereinigtes Königreich 2005

## Ausgaben
- Band 1 & 2: Ann Ward, York 1759.
- Band 3 & 4: Dodsley, London 1761.
- Band 5 & 6: Becket & Dehont, London 1762.
- Band 7 & 8: Becket & Dehont, London 1765.
- Band 9: Becket & Dehont, London 1767.
- The Life and Opinions of Tristram Shandy, Gentleman. Drei Bände (inklusive Kommentarband). Herausgegeben von Melvyn und Joan New. University Presses of Florida, Gainesville 1978–84; Penguin Classics, 2003, ISBN 0-14-143977-7.

Deutsch
- Das Leben und die Meynungen des Herrn Tristram Shandy. Erster bis sechster Teil. Übersetzt von Johann Friedrich Zückert. Gottlieb August Langen, Berlin 1763.
- Das Leben und die Meynungen des Herrn Tristram Shandy. Anonyme Übersetzung. 2 Bände. Lange, Berlin/Stralsund 1769.
- Tristram Schandis Leben und Meynungen. Übersetzt von Johann Joachim Christoph Bode. Hamburg 1774; verbesserte Auflage 1776
- Tristram Shandy's Leben und Meinungen. Erster bis Vierter Theil (In 2 Bänden). Aus dem Englischen von Georg Nikolaus Bärmann. Verlag von George Westermann, Braunschweig 1839
- Leben und Meinungen des Herrn Tristram Shandy (Übersetzt von Adolf Seubert). Reclam, Leipzig 1880 im Projekt Gutenberg-DE
- Leben und Meinungen des Herrn Tristram Shandy. Übersetzt von Bruno Wolfgang. Stephenson, Berlin 1939.
- Das Leben und die Ansichten Tristram Shandys. Übersetzt von Rudolf Kassner. Dieterich, Wiesbaden 1946; Diogenes, Zürich 1982, ISBN 3-257-20950-9.
- Das Leben und die Meinungen des Tristram Shandy. Übersetzt von Siegfried Schmitz nach J. J. Bode. Winkler, München 1963; Artemis und Winkler, München/Zürich 1991, ISBN 3-538-05194-1.
- Leben und Meinungen von Tristram Shandy, Gentleman. Übersetzt von Otto Weith. Reclam, Stuttgart 1972, ISBN 3-15-001441-7.
- Leben und Meinungen von Tristram Shandy, Gentleman. Übersetzt von Adolf Seubert, revidiert von Hans J. Schütz. Insel-Verlag, Frankfurt 1982, ISBN 3-458-32321-X.
- Leben und Ansichten von Tristram Shandy, Gentleman. Übersetzt von Michael Walter. 9 Bände. Haffmans, Zürich
  - Band 1. 1983, ISBN 3-251-20001-1.
  - Band 2. 1984, ISBN 3-251-20002-X.
  - Band 3. 1986, ISBN 3-251-20003-8.
  - Band 4. 1987, ISBN 3-251-20004-6.
  - Band 5. 1988, ISBN 3-251-20005-4.
  - Band 6. 1988, ISBN 3-251-20006-2.
  - Band 7. 1989, ISBN 3-251-20007-0.
  - Band 8. 1990, ISBN 3-251-20008-9.
  - Band 9. 1991, ISBN 3-251-20009-7.
    - Taschenbuchausgabe in neun Bänden: dtv, München 1994, ISBN 3-423-59024-6; Ausgaben in einem Band: Haffmans, Zürich 1999, ISBN 3-251-20284-7; Eichborn, Frankfurt 2006, ISBN 3-8218-0733-4.

## Hörbücher und Hörspiele
- Leben und Meinungen von Tristram Shandy, Gentleman. Vorgelesen von Werner Finck. Polygram, Hamburg 1987. – 7 Tonkassetten
- Tristram Shandy. Gekürzte Ausgabe. Vorgelesen von John Moffatt. Naxos AudioBooks, 1997, ISBN 962-634-121-1.
- Tristram Shandy. Vorgelesen von Harry Rowohlt. In der Übersetzung von Michael Walter. Kein und Aber, Zürich 2006, 22 CDs, ISBN 3-0369-1174-X.
- Tristram Shandy … Unglücksrabe von der Bahre bis zur Wiege – Hörspiel in zwei Teilen. Mit Siemen Rühaak, Peter Capell, Karl Renar, Jan Groth, Pascal Breuer, Paul Bürks, Ruth Hellberg, Tilo Prückner, Ellen Mahlke u. a. / Aus dem Englischen von Johann Joachim Bode / Bearbeitung und Regie: Heinz von Cramer / BR, SDR 1986
- Leben und Ansichten von Tristram Shandy, Gentleman – Hörspiel in 9 Teilen. Mit Stefan Merki, Peter Fricke, Anna Drexler, Hans Kremer, Helmut Stange, Michele Cuciuffo, Kathrin von Steinburg, Gabriel Raab, Sebastian Weber, Peter Veit, Pascal Fligg, Wolfgang Hinze, Johannes Herrschmann, Katja Bürkle, Helga Fellerer, Waldemar Hadulla. Aus dem Englischen von Michael Walter. Komposition: Robert Forster, Chris Cutler, Robert Coyne. Bearbeitung und Regie: Karl Bruckmaier. BR-Hörspiel und Medienkunst 2015. Als Podcast/Download im BR Hörspiel Pool.[11]
Hörbuch (9 CDs): der Hörverlag, ISBN 978-3-8445-1943-3.